# Амалія Гессен-Гомбурзька
Крістіана Амалія Гессен-Гомбурзька (нім. Christiane Amalie von Hessen-Homburg; 29 червня 1774 — 3 лютого 1846) — принцеса Гессен-Гомбурзька, донька ландграфа Гессен-Гомбургу Фрідріха V та принцеси Гессен-Дарштадту Кароліни, дружина спадкоємного принца Ангальт-Дессау Фрідріха.

## Біографія
Амалія народилася 29 червня 1774 року в Бад-Гомбургу. Вона була п'ятою дитиною та третьою донькою в родині ландграфа Гессен-Гомбургу Фрідріха V та його дружини Кароліни Гессен-Дармштадтської. Дівчинка мала старших сестер Кароліну та Луїзу Ульріку й братів Фрідріха і Людвіга. Згодом родина поповнилася ще вісьмома дітьми, з яких дорослого віку досягли семеро. Їхній дід з материнської лінії Людвіг IX в цей час правив Гессен-Дармштадтом.

Мешкало сімейство у Гомбурзькому замку. Батьки були духовно чужими одне одному людьми, втім обоє були культурними освіченими особами. Матір полюбляла французьку літературу, батько вивчав філософію, математику, архітектуру та музику. При їхньому дворі завжди були раді поетам, вченим та музикантам. Неодноразово Гомбург навідував Гете.

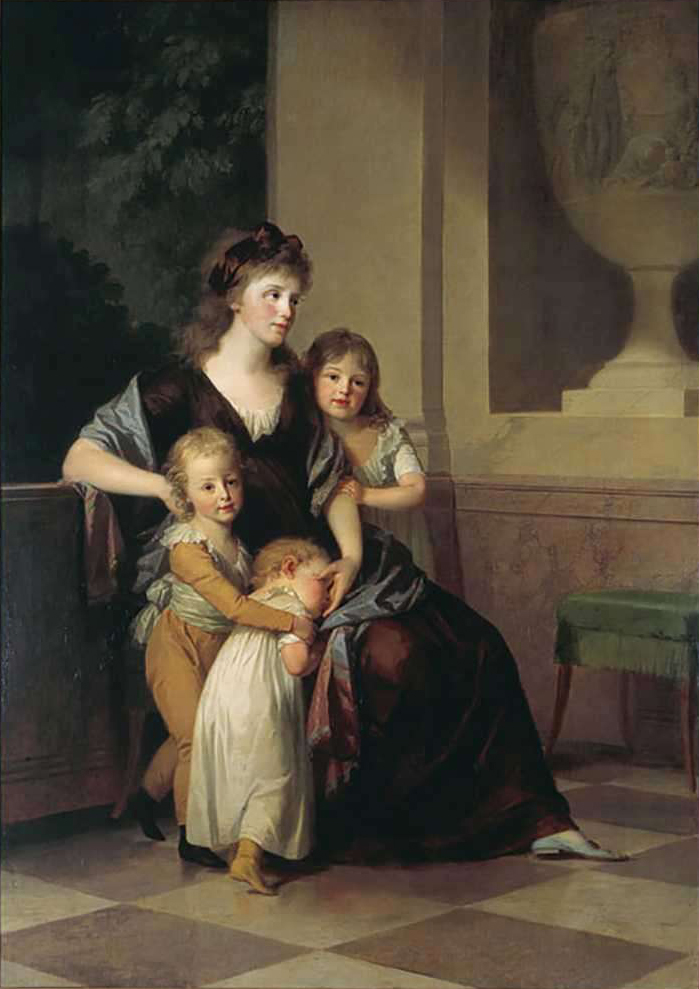
Портрет Амалії пензля Тішбейна

У 17 років Амалія була видана заміж за 22-річного спадкоємця престолу Ангальт-Дессау Фрідріха. Весілля пройшло 12 червня 1792 у Бад-Гомбургу. У 1793 році з приводу дня народження Амалії на її честь в парку Вьорліц в Дессау був названий острів Амалії (Amalieninsel). Він відразу став найпопулярнішим місцем для проведення урочистостей в саду та улюбленим напрямком для гондольних поїздок озером. Амалія, яка в цей час вже була вагітною, за два місяці народила первістка. Всього у подружжя було семеро дітей
Амалія сама займалася їхнім вихованням. Всі вони отримали добру освіту. Була відома влаштуванням свят, де жінки були вдягнені та загримовані під чоловіків.
Фрідріх Ангальт-Дессау, який перебував на службі в прусській армії, у 1794 році отримав чин генерал-майора та вийшов у відставку. Він помер з невідомих причин у травні 1814 року, так і не вступивши на престол. За три роки після цього пішов з життя його батько, і син Амалії, Леопольд, посів престол Ангальт-Дессау.
Принцеса пережила чоловіка більш, ніж на тридцять років і відійшла у вічність 3 лютого 1846. Була похована у церкві Святої Марії в Дессау. Після бомбардувань у березні 1945 року церква була зруйнована. Князівське сімейство перепоховали у крипті родини Беренхорст на історичному цвинтарі Дессау. У 2014 році відбувалися роботи по збереженню поховання.

## Родина

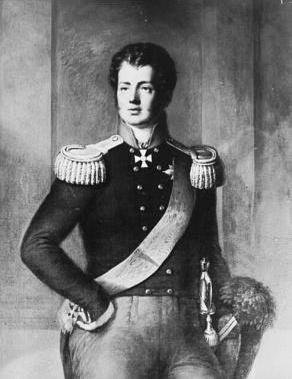
Портрет Фрідріха Ангальт-Дессау пензля Й. Г. Бека

Чоловік — Фрідріх Ангальт-Дессауський
Діти:
- Августа (1793—1854) — дружина князя Шварцбург-Рудольштадта Фрідріха Ґюнтера, мала трьох синів;
- Леопольд (1794—1871) — герцог Ангальт-Дессау у 1817—1853 роках, герцог Ангальт-Дессау-Кьотена у 1853—1863 роках, герцог об'єднаного Ангальту у 1863—1871 роках, був одружений із прусською принцесою Фредерікою Вільгельміною, мав четверо дітей;
- Георг (1796—1865) — був одруженим із принцесою Кароліною Шварцбург-Рудольштадт, після її смерті узяв морганатичний шлюб із Терезою Еммою фон Едмансдорфф, мав дев'ятеро дітей;
- Пауль (22 березня—4 травня 1797) — прожив півтора місяця;
- Луїза (1798—1858) — дружина ландграфа Гессен-Гомбургу Густава, мала трьох дітей;
- Фрідріх (1799—1864) — був одруженим із принцесою Гессен-Кассельською Марією Луїзою, мав трьох доньок;
- Вільгельм (1807—1864) — інкогніто мешкав у Відні під іменем барона Штольценберга, був одружений із донькою придворного музиканта Емілією Клауніцер, якій було надано титул баронеси Штольценберг, власних дітей не мав, вдочерив племінницю.

## У культурі
- Портрет Амалії із трьома старшими дітьми написав у 1798 році Йоганн Фрідріх Август Тішбейн з Лейпцигу.
- Близько 1800 року відомий німецький поет Фрідріх Гельдерлін присвятив їй свій вірш «Aus stillem Hauße senden — An eine Fürstin von Dessau».